# Campamento
Campamento este un municipiu din departamentul Antioquia, Columbia.